# Maiori
Maiori er en kommune på Amalfikysten i provinsen Salerno. Den hører sammen med ” Comunità Montana Penisola Amalfitana”. Allerede under Romerriget var denne egn værdsat til rekreationsophold. Maiori har den længste, uafbrudte strandstrækning på Amalfikysten.
Maioris oprindelige navn var Reghinna Maior, i modsætning til nabokommunen, Reghinna Minor.

## Erhverv
Økonomisk set er turismen det mest betydningsfulde erhverv i Maiori. Fra byen fører vej nr. 163 vestpå mod Sorrento, og undervejs kommer man gennem Minori, Ravello, Atrani, Amalfi, Praiano og Positano. I sommerperioden er der direkte færgefart fra Maiori til Capri, men ellers foregår trafikken via Amalfi. Øen Ischia har ligeledes færgeforbindelse til Amalfi.
I midten af det 20. århundrede instruerede Roberto Rossellini nogle af sine mest kendte film i Maiori: I 1946 Paisà, i 1948 første og anden episode af filmen L’Amore (Størst er kærligheden), i 1952 La macchina ammazzacattivi og i 1953 Il viaggio in Italia.

## Kommuneinddeling
Kommunen er inddelt i følgende småsamfund:
Erchie, Ponteprimario, San Pietro, Santa Maria delle Grazie og Vecite.
Sagnet vil vide, at den græske helt, Herakles, gik i land ved Erchie.

## Historie
Man ved stadig ikke, hvem der egentlig har grundlagt Maiori. Der er meget forskellige meninger om dette, og både grækerne, etruskerne, picenerne og romerne, men også den langobardiske fyrste, Sicardo, er blevet foreslået.
Egentlig blev alle stederne langs kysten formet af de skiftende erobrere – som f.eks. etruskere eller romere, men mellem 830 og 840 sluttede kystens byer sig sammen i en konføderation, den amalfitanske republik, og medlemsbyernes befolkninger blev kaldt ”amalfitanere”. Forbundet bestod af byerne mellem Lettere og Tramonti og mellem Cetera og Positano. Desuden var Capri medlem af republikken. Hver by beholdt i denne periode sit eget navn og et selvstændigt bystyre, men havde samtidig en særlig rolle inden for forbundet.

### Historiske data

#### Middelalder
- 973: Klostret Santa Maria de Olearia bliver grundlagt af benediktinermunke i kvarteret Capo d’Orso.
- 1204: Fundet af den sorte statue, der fik navnet Sankte Maria a Mare, på stranden ved Maiori
- 1222: Opførelse af de ikke længere eksisterende Abbedier, Sankte Maria de Stellis og Sankt Nicolo de Carbonara, ved foden af Falerzo.
- 1286: Pisa, republikkens ærkefjende, plyndrer byerne.
- 1343: Undersøisk jordskælv.
- 1348: Pesten.
- 1405: Opførelse af bygningskomplekset, Sankt Francesco.

#### Nyere tid
- 16. århundrede: de første papirmøller.
- 1502: De første kampe mellem spaniere og franskmænd.
- 1528: Blodigt slag mellem Anjou og Spanien.
- 1589: Amalfi overtager abbediet Sankte Maria Olearia og alle dets ejendomme.
- 1656: Maiori rammes af en pestepidemi, og antallet af indbyggere falder til ca. 1000.
- 1662: Maiori bliver udnævnt til Città Regia (dvs. ”rigsbyer”) af den spanske konge, Filip 4..
- 1735: Ny oversvømmelse.
- 1773: Atter en oversvømmelse.
- 1860: Syditalien sluttes sammen med resten af Italien til Kongeriget Italien.

#### 20. århundrede
- 1910: Oversvømmelse; Italiens konge, Victor Emanuel 3. af Italien, besøger Maiori efter oversvømmelsen.
- 1943, 8. September: Amerikanske tropper går i land på stranden ved Maiori og trænger frem til Chiunzupasset, hvorfra de støtter den allierede venstre flanke i brohovedet ved Salerno under den allierede invasion af Italien[2]

- 1946: Paisà, en film af Roberto Rossellini, bliver optaget i Maiori.
- 1948: L’Amore, en film af Roberto Rossellini, bliver optaget i Maiori.
- 1953: La macchina ammazzacattivi og Il viaggio in Italia, begge film af Roberto Rossellini, bliver optaget i Maiori.
- 1954: Natten mellem den 25. og den 26. oktober: oversvømmelse.

## Seværdigheder
- Borgen, Sankt Nicola de Thoro-Plano, der dækker et areal på ca. 7500 m².
- Kirken Sankt Rosario.
- Kirken Sancta Maria a Mare.
- Klostret Sancta Maria Olearia, som blev grundlagt i 973 af benediktinere, der drev en oliepresse på stedet. Det er baggrunden for navnet ”Sancta Maria Olearia” (olearia = olie, olieagtig). Ved første øjekast ser man ofte slet ikke abbediet, da det falder meget harmonisk i ét med landskabet omkring det.
- Palazzo Mezzacapo

Paladset Mezzacapo var indtil den 23. Mai 2009 hjemsted for kommunekontoret, og det ligger midt på Corso Reginna, hovedgaden i Maiori. Bygningen er et vidnesbyrd om Maioris blomstrende fortid, for den var engang residens for markgreve Mezzacapo.
Man kommer ind i paladset gennem en stor, udskåren trædør: Når man først er nået ind i indergården, ser man to marmortrapper, som fører op til de øverste etager i paladset både til højre og til venstre. Deroppe er der mange værelser, hvoraf det vigtigste er repræsentationssalen med det store, hvælvede loft.
Paladset blev bygget i den første halvdel af det 19. århundrede, og det blev fuldstændigt restaureret af familien Mezzacapo.
Under en nyere restaurering opdagede man, at vægmaleriet muligvis kan være udført af den tyske maler, Ludwig Richter (1803-1884).
Ved siden af paladset har man Mezzacapohaverne, der er anlagt, så der dannes et malteserkors.
- Valfartskirken Sankte Maria delle Grazie

Valfartskirken blev ødelagt under oversvømmelsen i 1910, men er derefter blevet genopbygget. Inde i bygningen finder man maleriet La Visitazione (Marias bebudelse) fra det 14. århundrede og døbefonten fra det 13. århundrede. Desuden er klokketårnet og facaden fra det 18. århundrede værd at se.

## Begivenheder og fester
- Gran Carnevale Maiorese (karnevallet i Maiori) i februar/marts.
- Rossellini filmfestivalen (hvert år siden 2000).
- Festen for Madonna dell’Avvocata (med to gange valfart til valfartskirken Pinsedag og 2. pinsedag).
- Auberginefesten, Sagra della Melanzana, i bydelen Vecite.
- Festen for Sankte Maria a Mare den 15. august.

## Eksterne links
- Azienda Autonoma di Soggiorno e Turismo (Turisbureauet) (italiensk)
- Informationer om kommunen (italiensk)